# Opération Amitié
L'opération Amitié est une opération militaire menée par l'Armée française à la suite des explosions au port de Beyrouth (Liban) à partir du 4 août 2020.

## Contexte
Le 4 août 2020, aux alentours de 18 h, deux explosions très puissantes surviennent dans le port de Beyrouth, au Liban, provoquant des dégâts humains et matériels considérables.
Dans ce contexte, la France ainsi que de nombreux pays ont apporté leur aide en fournissant du matériel médical, en proposant une aide financière ainsi qu'en envoyant des secouristes.

## Moyens déployés
L'opération Amitié est une opération planifiée et mise en œuvre par le ministère des Armées en étroite collaboration avec le ministère de l'Europe et des Affaires étrangères, le ministère de l'Intérieur et le ministère des Solidarités et de la Santé.
Environ 750 militaires français sont ainsi déployés avec notamment, :
- 215 membres de l'équipage du porte-hélicoptères Tonnerre
- 390 militaires du génie (groupement tactique « Ventoux ») issus de 10 unités différentes de l'armée de terre dont 5 venant des régiments du génie
- 90 militaires spécialistes (aéronautique, génie sous-marin...)
- 55 sapeurs-pompiers
- 13 marins-pompiers

À partir du 5 août, plusieurs rotations d'avion de transport sont envoyées vers le Liban afin d'acheminer des produits d'urgence ainsi que les premiers personnels (sapeurs-sauveteurs et marins-pompiers). À la fin de l'opération, 8 avions de l'Armée de l'air auront transporté près de 130 personnels et 101 tonnes de fret.
Les 13 et 16 août, c'est au tour du PHA Tonnerre et du porte-conteneurs MN Calao (affrété par le ministère des Armées) d'acheminer matériel et fret humanitaire.

## Bilan
L'opération est courte, mais a permis de découper 3 000 mètres de charpente métallique et retirer 17 000 tonnes de gravats. En mer, ce sont 300 objets (véhicules, béton et projections diverses) qui sont remontés au cours de 80 plongées.

### Vidéographie
- (fr) [vidéo] Opération Amitié, par l'État-major des armées